# 991 McDonalda
McDonalda (asteroide 991) é um asteroide da cintura principal com um diâmetro de 31,41 quilómetros, a 2,6801722 UA. Possui uma excentricidade de 0,149248 e um período orbital de 2 042,38 dias (5,59 anos).
McDonalda tem uma velocidade orbital média de 16,7808081 km/s e uma inclinação de 2,07692º.
Este asteroide foi descoberto em 24 de Outubro de 1922 por Otto Struve.